# Orquestra Simfònica de Pittsburgh
La Pittsburgh Symphony Orchestra és una orquestra simfònica nord-americana. El seu lloc és la sala de concerts de Pittsburgh (Pennsilvània), que va rebre el nom del patrocinador principal local de l'orquestra quan es va reobrir després de la renovació el 1971 i des de llavors s'ha anomenat "Heinz Hall for the Performing Arts".

## Història

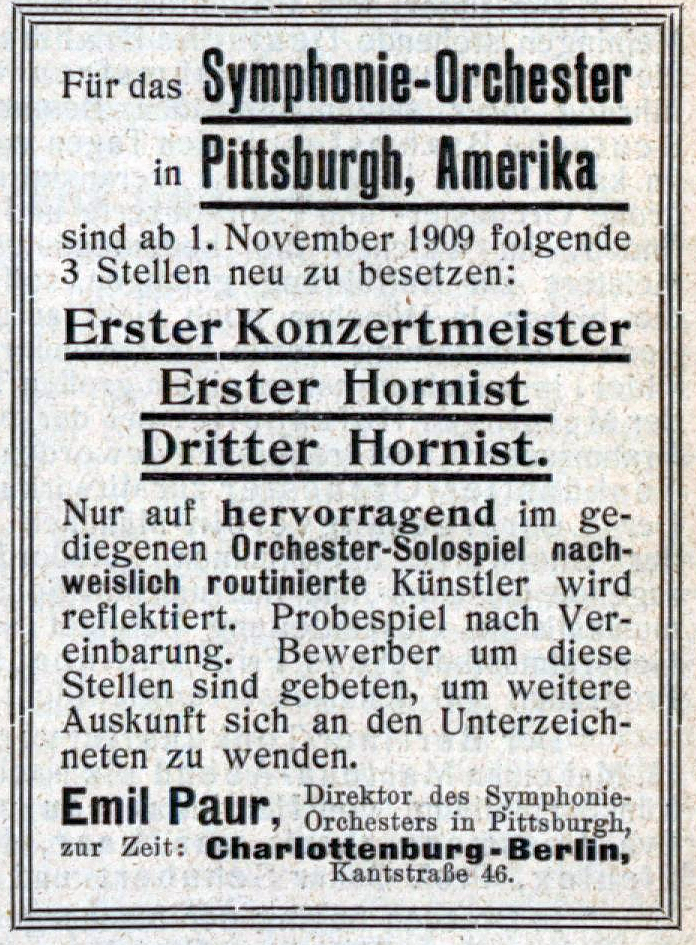
1909: Anunci de feina del director Emil Paur (1855–1932)

L'orquestra va ser fundada per la Pittsburgh Arts Society el 1895 i va donar el seu primer concert l'any següent. El primer director va ser Frederic Archer (1838–1901), que, com a antic director de l'Orquestra Simfònica de Boston, va contractar músics d'aquesta orquestra per reforçar la nova orquestra. Edward Elgar i Richard Strauss van arribar a Pittsburgh els primers anys.
L'any 1910 l'orquestra es va dissoldre temporalment per la mala situació econòmica. La reinici va tenir lloc l'any 1926, amb els músics assajant inicialment sense cobrar. L'orquestra va experimentar el seu major creixement l'any 1937 sota la direcció d'Otto Klemperer.
Entre el 2005 i el 2008 l'orquestra va quedar sense director en cap; els membres eren lliures d'escollir el seu repertori. El 2009 Manfred Honeck va ser nomenat director musical. Des de llavors, el seu contracte s'ha prorrogat fins a la temporada 2027/28.

## Directors en cap
- 1896–1898: Frederic Archer
- 1898–1904: Victor Herbert
- 1904–1910: Emil Paur
- 1910–1926: kein Spielbetrieb
- 1930–1937: Antonio Modarelli
- 1938–1948: Fritz Reiner
- 1952–1976: William Steinberg
- 1976–1984: André Previn
- 1988–1996: Lorin Maazel
- 1996–2004: Mariss Jansons
- 2005–2008: ohne musikalischen Leiter (consultor artístic: Sir Andrew Davis)
- Seit 2009: Manfred Honeck